# Obereißelner Höhenzug
Der Obereißelner Höhenzug ist ein nördlich-südlich verlaufender Abschnitt eines Endmoränenzuges südöstlich Ragnit im ehemaligen Ostpreußen, heute Kaliningrader Gebiet der Russischen Föderation.

## Geomorphologie
Der etwa 30–60 m hohe Höhenzug ist etwa 11 km² groß und war einst etwa zu gleichen Teilen als Acker und Grünland genutzt. Im Norden ragt der bewaldeten Signalberg (67 m) heraus, der einen Blick nordwärts in das Tal der Memel bei Obereißeln erlaubt. Der steile Abfall zur Memelaue ist bewaldet. Der nördlich der Memel anschließende Willkischker Höhenzug bildet die Fortsetzung dieser Endmoräne. Auf dem Signalberg befindet sich die Ruine eines Bismarckturms.